# Anastatus gemmarii
Anastatus gemmarii är en stekelart som först beskrevs av William Harris Ashmead 1886.  Anastatus gemmarii ingår i släktet Anastatus och familjen hoppglanssteklar. Inga underarter finns listade i Catalogue of Life.